# Route départementale 602 (Haïti)
Pour les articles homonymes, voir Route 602.
La route départementale 602, ou RD 602, est une route départementale d'Haïti, reliant Mombin-Crochu à Ouanaminthe.

## Tracé
- Mombin-Crochu
- Rivière Lociane
- Carice
- Rivière Libon
- Mont-Organisé
- Ouanaminthe